# Тартуська операція
Тартуська операція проводилася протягом 10 серпня — 6 вересня 1944 року, здійснювалася силами 3-го Прибалтійського фронту, завданням наступаючих радянських військ була ліквідація німецького угрупування та зайняття міста Тарту.

## Сили сторін

### СРСР
- 3-й Прибалтійський фронт (командувач — генерал Іван Масленников)
  - 1-ша ударна армія (генерал Никанор Захватаєв)
  - 54-та армія (генерал Сергій Рогинський)
  - 67-ма армія (генерал Володимир Романовський)
  - 14-та повітряна армія (генерал Іван Журавльов)

### Третій Рейх
- група армій «Північ» (генерал Фердинанд Шернер)
  - 18-та армія (генерал Герберт Лох)
  - 28-й армійський корпус (генерал Герхард Мацкі)
  - 38-й армійський корпус (генерал Курт Герцог)
  - частина військ 50-го армійського корпусу (генерал Вільгельм Вегенер) 16-ї армії (генерал Пауль Лаукс)

## Передумови та план операції
У кінці липня після завершення Псковсько-Островської операції війська 3-го Прибалтійського фронту досягають німецького оборонного рубежу «Марієнбург» — західніше Ірбоскі, східніше Алуксне, Гулбене та Лаври.
В тому ж часі підрозділи Ленінградського фронту здійснюють Нарвську операцію, на яку було перекинуто частину нацистських військ з-під Тарту.
Радянське керівництво розробляє план, затверджений 6 серпня. 1-ша ударна армія мала подолати німецьку оборону по лінії Куракезе — Тетерево (Печорський район Псковської області), основні удари провадити в напрямі Риуге — Антсла — Сангасте. 67-ма армія мала наступати між населеними пунктами Троїца й Паниковичі — мали здійснюватися суміжні удари з флангів на Виру, Елва, Отепя й Тарту. Перед радянськими підрозділами ставилося завдання подолати оборону противника та, розділивши угрупування між Тарту і Валгою, ліквідувати по частинах, відрізавши від головних сил армійську групу «Нарва»; 54-та армія мала надавати підтримку з півдня, у випадку успіху сусідніх підрозділів наступати на Гауйіену. У небі повітряні бої при наступі здійснювати відводилося 14-й повітряній армії — на початок операції 384 літаки.

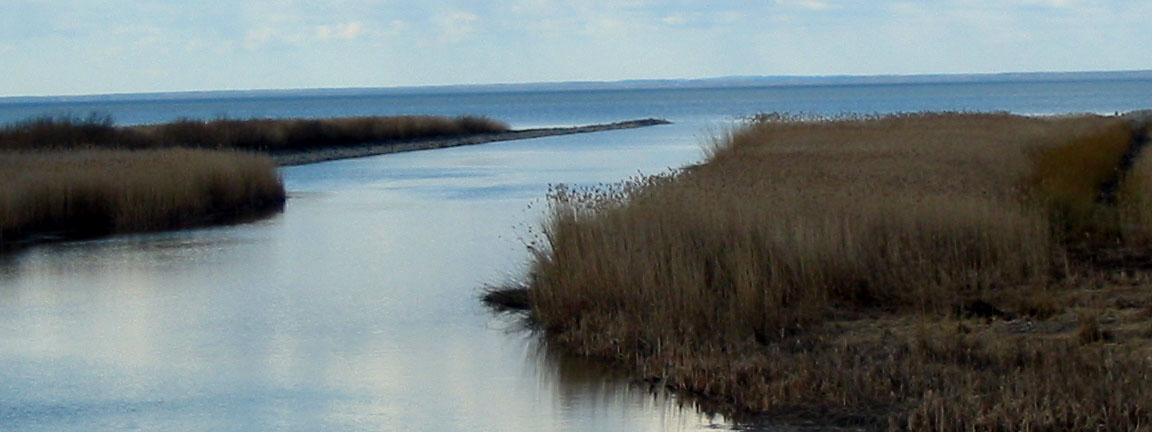
Річка Емайигі

Місцем подолання оборонної лінії «Марієнбург» радянське командування вибрало 16-кілометровий відтинок мід Троїцею й Тетеровим, де проходило шосе Псков — Рига. На цій ділянці було зосереджено 2646 гармат, з них 1035 — важких, та вся наявна зенітна артилерія; у 1-ї та 67-ї армій разом було 167 танків і САУ.

## Бої 10-15 серпня
10 серпня радянські війська переходять до наступу, проводиться артилерійська підготовка та повітряний удар, після цього рушають до наступу піхотні частини 1-ї ударної й 67-ї армій за підтримки артилерії, САУ й танків; за перші години просування склало місцями до 3-4 кілометрів вглиб. Протягом першої доби було подолано німецьку оборонну лінію, просування вглиб склало до 10 кілометрів. Сили 67-ї армії змогли прорвати усю стратегічну оборону 28-го армійського корпусу, німецька 30-та піхотна дивізія втратила до половини особового складу, при терміновому відступі полишила майже всю артилерію. Для здійснення контрудару керівництво німецької 18-ї армії намагається на північний захід від Лаври увести до бою 122-гу піхотну дивізію, однак її контратаки радянського наступу не спинили. Підрозділи 67-ї армії до вечора того дня досягли лінії південно-східніше Вируського повіту — Серга — Меексі, передові частини 122-го стрілецького корпусу вели бої біля Вастелійна. В бою біля Меексі відзначилися бійці 37-го саперного батальйону 43-ї стрілецької дивізії (полковник Петро Борисов) — під обстрілом сапери утримали плацдарм, ліквідували імовірність підриву мосту та прийняли оборону його, всіх живих полонили нацисти. 1-ша ударна армія правофланговими частинами вела бій по лінії Янкіно — озеро біля Бобрового — Стуколово.
11 серпня сили 3-го Прибалтійського фронту розширили просування по фронту до 50 кілометрів і вглиб до 22 км у напрямі Виру й Риуге. 67-ма армія змогла перебороти перекинуті на передову німецькі резерви й зайняли Вастселійну, переправилися через річку Піуза у напрямі Котельникова; 291-ша стрілецька дивізія (полковник Іван Кровяков) 116-го корпусу на правому фланзі зайняла місто та залізничну станцію Печори. На лівому фланзі 86-та (полковник Сергій Демидов) та 326-та стрілецькі дивізії (полковник Володимир Гусєв) переймають контроль над залізничною станцією Лепассааре та селами на правому березі Піузи. 14-й гвардійський стрілецький корпус 1-ї ударної армії — 52-га та 53-тя (генерал Іван Бурлакін) гвардійські дивізії за підтримки танків долають німецьку оборону в напрямі Риуге, до вечора переходять дорогу миза Рогозі — Хаанья; діючі в центрі та на лівому фланзі армії частини досягли лінії Тсіістре — Міссо — Рістіку — Ківіору (Каменка). 16-та німецька армія в даному випадку не могла надати допомогу в призупиненні радянського наступу, оскільки саме її частини вели оборонні бої проти 1-го та 2-го Прибалтійських фронтів, невеликою поміччю став дозвіл нацистського командування 1-шу повітряному флоту діяти всіма наявними силами, не зважаючи на витрату палива.
12 серпня всі наявні у даної німецької військової групи літаки південніше Виру бомбували наступаючі радянські частини, чим завдали їм певної шкоди. Оскільки здійснені заходи не дали бажаного результату, а резерву брати було нізвідки, Шернер домагається у Гітлера дозволу полишити північну частину Балтії, на що отримав відповідь окопатися та шукати резерви.
Підрозділи 67-ї армії тим часом продовжували наступ на Виру та Пилву, до вечора було досягнуто лінії Мадала — станція Отса — миза Саалузе. Частини 14-го стрілецького корпусу 1-ї ударної армії в бою зайняли Риуге, було захоплено полонених та військові трофеї, до вечора за підтримки бронетанкових з'єднань було подолано річку Пярлийигі та захоплено населені пункти Ору й Сянна.
43-тя стрілецька змогла подолати опір біля Ряпо, Сікки та Соосі й рушила в переслідування; близько полудня з лінії Козе — Меегомяе — Раудсепа починається бій за Виру. 13 серпня війська 67-ї армії за співдії із 1-ю ударною займають місто Виру. На правому фланзі 1-ї ударної армії полк 53-ї стрілецької дивізії разом з танкістами 122-ї бригади розбили нацистську групу прикриття на дорозі з Вастсе-Нурсі на Симерпалу; ближче до півночі радянські сили досягли залізниці Валга — Виру та перетнули її північніше станції Симерпалу, де було знищено 2 німецькі бронепоїзди. 52-га гвардійська дивізія у співдії із танками та САУ того дня переправилася через річку Мустйигі та вийшла на шосе Тсоору — Антсла. Звідти було вислано мобільний передовий загін в західному напрямі, котрий захопив Карулу, звідти через Тохврі й Анне повертає на Антслу. 98-ма стрілецька дивізія вела бої по лінії Тураку — Тюйтсмани — Холупи, після цього лишається в другому ешелоні корпусу, пропустивши вперед 189-ту (генерал Павло Потапов, з 24 серпня — генерал Дмитро Лук'янов). Того ж дня, наступаючи від Виру, радянські частини подолали річку Виханду, де німецькі сили намагалися закріпитися. 330-й стрілецький полк 86-ї дивізії весь день відбивав атаки німецьких частин, що робили спроби наступу з Веріори на Виру, в яких було підбито 5 нацистських танків.
14 серпня успішне просування відбувалося у кулеметно-артилерійських батальйонів 14-го корпусу східніше залізниці Тарту — Печори, інші частини 67-ї армії продовжували бої за переправи через річку Виханду, з настанням темноти вдалося переправитися та продовжити наступ у напрямі Отепя й Тарту.
До вечора 15 серпня сили 67-ї армії досягають лінії Лаоссіна — Веріора — миза Сулбі; 52-га гвардійська дивізія вела бої за Сангасте, 53-тя дивізія наступає через Урвасте, долає річку Вяйке-Емайигі та наближається до мизи Ресту. В повітряному бою було підбито 4 німецькі літаки капітаном Василем Сидоренковим і його також було збито. До вечора того дня прорив німецької оборони 1-ю ударною армією сягнув Сангасте, південний край проходив поруч Тагули — залізничної станції Анне — Тсоору — Вецлайцене; було зайнято Вируський район, 67-ма армія вела бої у Пильваському, 1-ша ударна — у Валгаському.

## Бої 16— 22 серпня
Для порятунку становища керівництво групи армій «Північ» в місце прориву зі Східної Пруссії перекидає 31-шу піхотну дивізію та інші з'єднання з ближніх фронтових відтинків. Здійснюється спроба контрнаступу силами 6 дивізій із проведенням авіанальотів біля Сангасте у зімкнення 1-ї ударної та 67-ї армій — переважно це були частини 14-го корпусу, 17 серпня атакам піддалися й бойові порядки 122-го корпусу. 53-тя стрілецька дивізія змогла відбити німецькі атаки, 52-гу південніше Сангасте німецькі сили з танками й САУ змусили відступити на лінію Ваха — Тійду — Тагула. Після цього 53-тя дивізія теж змушена відійти, в нічному бою було оточено 159-й піхотний полк. Для поновлення становища до бою вводиться прибула в околиці Антсла 23-тя гвардійська дивізія (полковник Іван Бастеєв); в бою зайнято кілька населених пунктів, однак з'єднатися із оточеним полком не вдалося. Після цього під Антсла займають оборону 376-та та 377-ма стрілецькі дивізії 119-го стрілецького корпусу. Полк майора Борисова тримав оборону з 3-ма танками лейтенанта Петра Селиванова 122-ї танкової бригади до 18 серпня.
16 серпня висаджується десант на Теплому озері — з допомогою 25-ї окремої бригади річкових кораблів, на західному березі Чудського озера біля міста Мехікорма.
Того ж дня частини 12-го гвардійського корпусу (генерал Степан Буньков) та 54-ї армії починають наступ з метою зайняти Алуксне. 198-ма стрілецька дивізія (полковник Григорій Шолев) просувалася південніше річки Мустйигі в напрямі Варсту. 33-тя стрілецька дивізія (генерал Павло Шафаренко) атакує німецькі сили біля шосе Риуге — Крабі та до вечора досягає хутора Пиру.
17 серпня 321-ша стрілецька дивізія наступала у напрямі Карули та досягла лінії Лусті — Кайка; 198-ма дивізія до вечора зайняла залізничну станцію Сару та наблизилася до Гарґла, 33-тя стрілецька дивізія у співдії із 79-м корпусом займає Варсту та Метсакюлу.
Станом на 18 серпня радянські війська знаходилися за 25-50 кілометрів на північний захід від Алуксне, нацистський 50-й армійський корпус відходить за річку Гаую.
196-та стрілецька дивізія (генерал Петро Ратов) долає нацистську оборону та змогла увійти на територію Латвії. 12-й гвардійський корпус та 54-та армія змогли глибоко вклинитися у нацистську оборону та дійти до сіл Тагева і Гарґла (сучасна волость Валґа). 86-та стрілецька дивізія під прикриттям димової завіси форсує річку Аг'я та займає ряд населених пунктів, 284-й стрілецький полк в бою знищив 10 танків, штурмових гармат та бронетранспортерів.
19 серпня 326-та дивізія досягає шосейної дороги Тарту — Отепя північніше Пангоді. Підрозділи 54-ї армії атакувальним боєм зайняли Алуксне та місцями просунулися вглиб німецької оборони до 25 кілометрів. Того дня розвідувальна група, що мала завданням відновити сполучення із батальйоном поблизу Харгла на зворотньому шляху прийняла бій із переважаючими німецькими силами, відступ групи прикрив червоноармієць Павло Анцеборенко, у нічному бою до 20 серпня вбив 20 нацистів та загинув сам.
У ніч на 20 серпня проводиться перегрупування сил 122-го корпусу, два стрілецькі полки лишаються для охорони рубежа Караскі — Йиксі, решта зосереджується на центральному участку в лісі біля Канепі.
20 серпня радянське керівництво провело перегрупування на лівому крилі фронту, напружені бої продовжувалися біля Антели — Антсли; частини 321-ї дивізії рухалися з боями в напрямі Карули, 198-ма дивізія досягла Егіярве, 86-та вела бої за залізничну станцію Реола.
21 серпня 326-та дивізія біля станції Пееду перетинає залізницю Тарту — Валга.
Під вечір 22 серпня з боями війська 67-ї армії сягають околиць Тарту. 191-ша дивізія після проведення десанту на Теплому озері займає Винну та виходить на рубіж Соотаґа — Пяксте, 291-ша стрілецька дивізія з боями займає Камб'я, 98-ма дивізія досягає Пяйдли та Кійза; стрілецький полк 43-ї дивізії вів бої поблизу озера Пюгаярв.
Увечері 22 серпня командуючий 67-ю армією отримує наказ на зайняття Тарту. На той час в розпорядженні армії було 108 танків та 196 самохідних гармат, 14-та повітряна армія нараховувала близько 650 літаків.

## Бої 23— 26 серпня
До 23 серпня під Антсла радянські сили змогли відбити німецькі контратаки із застосуванням танків та поновлюють становище, на лівому фланзі дещо покращили позиції — зайняли залізничну зупинку Туулемяе. 198-й стрілецькій дивізії вдалося форсувати Мустйигі та вийти до Гауї на території Латвії.
23 серпня починається загальний наступ на Тарту після залпу «катюш» та 10-хвилинної артилерійської підготовки; згодом за підтримки танків рушає піхота, долає німецький оборонний рубіж біля Реоли — миза Уніпіха, німецькі сили відходять, 146-та стрілецька дивізія досягає залізничної станції Варіку; 874-й стрілецький полк займає село Рахінге та веде бій, намагаючись перебрати контроль над дорогою Тарту — Ілматсалу, 98-ма стрілецька дивізія просувалася в напрямі села Удерна.
24 серпня в боях за Елву червоноармієць Григорій Калініченко займає місце вбитого командира взводу, було вбито близько сотні вояків противника, знищено 3 танки та 2 бронетранспортери. Того дня в повітряних боях біля Тарту було збито 27, наступного — 29 літаків противника. 191-ша дивізія в боях займає Аардлапалу та наближається до Хааслава; 86-та дивізія захопила шосейний переїзд на залізниці Тарту — Виру та веде бої за Тирванді. 282-га дивізія за підтримки танків та САУ захоплює міст через Емайигі та рухається на Кяревере, було зайнято Лепіку.
Німецькі сили здійснюють спробу контрнаступу за підтримки 2-х танкових бригад генерала Штрахвітца східніше Елви проти сил радянського 122-го стрілецького корпусу. Танкове з'єднання було перекинуте з-під Риги, нараховувало близько 130 танків й штурмових гармат, перший удар прийшовся на 189-ту стрілецьку дивізію; командир дивізії Потапов був вбитий на спостережному пункті. Атака була зупинена, танкове угрупування розбите, знищено до 50 танків, штурмових гармат й бронетранспортерів.
25 серпня з'єднання 67-ї армії після 3-денних боїв займають Тарту, для пришвидшення зайняття міста до бою вводиться 128-ма стрілецька дивізія (полковник Єфрем Долгов); було з боєм зайнято Ворбузе та Марамаа. 1-ша гвардійська армія переходить в наступ від Сангасте із переданою 288-ю стрілецькою дивізією (полковник Олександр Березін), просування вглиб склало до 8 кілометрів, почався бій біля села та залізничної станції Мягісте.
1-ша ударна армія 26 серпня переходить в наступ по всьому фронту, було захоплено Сангасте, просування склало вглиб до 16 кілометрів; 56-та й 288-ма стрілецькі дивізії досягають річки Вяйке-Емайигі біля села Сое та північніше Соору. 23-тя гвардійська дивізія обходить з півночі Тсіргулійна та веде бої на шосе Тарту — Валга; 245-та стрілецька (полковник Володимир Родіонов) долає німецький опір та займає ряд населених пунктів.
26 серпня 3-й Прибалтійський фронт отримує наказ готуватися до проведення Ризької операції з лінії річок Вяйке-Емайигі — Гауя.

## Бої 27 серпня— 6 вересня
27 серпня радянські частини захоплюють Тсіргулійну, біля мизи Ігасте досягають річки Вяйке-Емайигі, далі не змогли просунутися через сильний загороджувальний вогонь з оборонної лінії «Валга». На лівому фланзі полк 98-ї дивізії досягає Пікасілли.
123-й стрілецький корпус 27 серпня долає німецьку оборону на шосе Псков — Рига, займає Апе, 28-го подолано оборонний рубіж на річці Мелнупе. З'єднання корпусу змогли просунутися вглиб контрольованої нацистами території до 15 кілометрів та зайняти Гулбене. Німецькі частини здійснюють відступ між річками Мустийгі й Пеетрі. 29 серпня частини 235-ї стрілецької дивізії вибивають противника із Гауйіени і також форсують Гаую.
28 серпня літаками Люфтваффе здійснено бомбардування залізничної станції Петсері (Печори), пошкоджено шляхи сполучення, були людські жертви. Того ж дня здійснюється німецька спроба контрнаступу, для цього під Тарту переводиться 563-тя піхотна дивізія (згодом фольксгренадерська). В ході відбиття атак до 1 вересня 282-га стрілецька дивізія відходить на правий берег річки Емайигі, 128-ма дивізія утримала займані позиції.
До кінця серпня війська 3-го Прибалтійського фронту виходять на рубіж річка Емайигі — східний берег озера Виртс'ярв — східніше Валги — річка Гауя — до Леясціємса.
4 вересня здійснюється іще одна німецька контратака на Тарту силами однієї дивізії, до 50 танків і штурмових гармат та бомбардувальної й штурмової авіації, радянська оборона прорвана, німецькі танки знаходилися поблизу спостережного пункту командира 86-ї стрілецької дивізії; згодом атаку відбито. Після цього нацистські сили з 15 танками проводять спробу контрнаступу на відтинку, де тримала оборону 128-ма стрілецька дивізія, були відбиті 8-м вогнеметним батальйоном. Після того спроба повторюється за підтримки 20 танків, позиції 321-ї дивізії зімнуті, бронетехніка вклинюється в сили 128-ї дивізії, її підрозділи відходять. Після передислокування радянські сили переходять у контрнаступ та до вечора відновлюють займані позиції.
Продовжувалися німецькі спроби контрнаступу й 5 вересня, деякі передмістя кілька разів переходили з рук в руки. В ході боїв того дня — по радянських даних — 128-ю стрілецькою дивізією було вбито 800 німецьких вояків, підбито 11 танків та штурмових гармат, 7 автомашин, 3 бронетранспортери, 12 кулеметів та 5 мінометів; на відтинку 986-го артилерійського полку 321-ї дивізії було підбито 14 танків та 5 штурмових гармат.
6 вересня знову зосереджуються німецькі сили для проведення контрнаступу, які виявила радянська розвідка, було проведено авіаційні удари, спроба була зірвана. Після відбиття підійшлих німецьких резервів радянські війська переходять до оборони.

## Результати та вшанування
Радянські війська в часі операції змогли просунутися вглиб нацистських укріплень на 100—130 кілометрів, було створено умови для виходу до Ризької затоки і проведення удару у фланг та тил німецького угрупування біля Нарви.
15 з'єднань та частин отримали почесні звання «Тартуські», 16 були нагороджені ордерами.
Згідно радянських даних, на початок операції чисельність радянських сил складала 272 800 чоловік; втрати вбитими в ході операції склали 16292, пораненими — 55514.
Звання Героя СРСР вдостоїлися:
- розвідник Анцеборенко Павло Опанасович,
- льотчик Михайло Афанасьєв,
- льотчик Олександр Бражников,
- льотчик Борис Кабішев,
- піхотинець Калініченко Григорій Миколайович,
- льотчик Леонід Кузнецов,
- льотчик Василь Лукашин,
- льотчик Іван Мейлус,
- льотчик Гумер Міннібаєв,
- танкіст Селиванов Петро Дмитрович,
- льотчик Сидоренков Василь Кузьмович.